# ヘリケー (ギリシア神話)
ギリシア神話における、ヘリケー（ギリシア語: Ἑλίκη、[heˈlikɛː]、現代ギリシア語発音: [eˈlici]、英語: Helike [ˈhɛlɪkiː]）は、女性の名。長音符を省略してヘリケとも。この名をもつ代表的な女性のひとりはニュンペーであり、もうひとりはキオス島の王妃である。
木星の第45衛星ヘリケのエポニムである。

## ヘリケーの一覧

### ゼウスの乳母
ヘリケーは、キュノスーラとともにクレタ島のイーデー山のニュンペーであって、幼児だった頃の神ゼウスをこの島で養育した。
ヘリケーという名は、彼女が「柳のニュンペー」であったことを示唆しており、それは、ドリュアスがオークのニュンペーとされ、メリアスがトネリコのニュンペーとされるのと同様である。
後にゼウスは、ヘリケーを星座のおおぐま座に変えたとされ、ヘリケーはおおぐま座を指す古代における通称であった。ただしエラトステネースが伝えるところではヘリケーはこぐま座になったとする説もある。

### 王妃
王妃ヘリケーは、キオスの王オイノピオーン (Οινοπίων, Oenopion) の妻で、以下の子どもたちをもうけた。
- メラス (Melas)
- タルス (Talus)
- マロン (Maron)
- エウアンテス (Euanthes)
- サラグス (Salagus)
- アタマース (Athamas)[5]
- メロペー (Merope)

### イオーンの妻
ヘリケーは、イオーン (Ion) の妻、ブラ (Bura) の母。
イオーンは、都市を建設し、それに妻の名を付けた（ヘリケー (古代ギリシアの都市)）。イオーンとヘリケーを結婚させたのは、アカイアのアイギアロス (Aigialos) の王セリヌス (Selinus) であった。